# Bombardeig

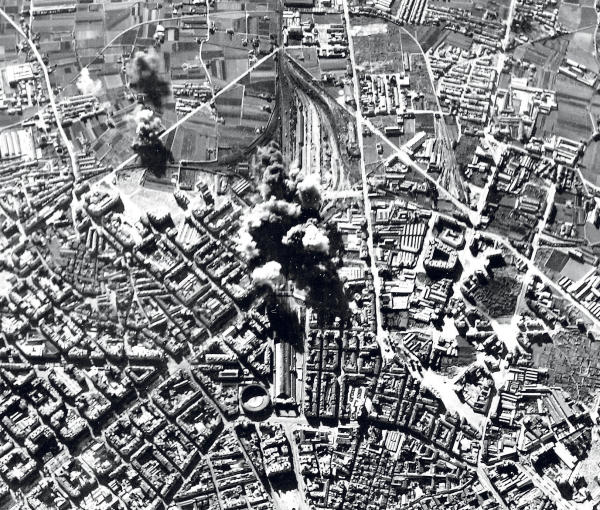
Bombardeig de l'Aviació Legionària sobre València, 1937

Un bombardeig o bombardament és una operació militar consistent en un atac massiu per mitjà d'artilleria, siguin bales o qualsevol mena de bomba o míssil. En general, forma part d'una estratègia tàctica o psicològica (vegeu bombardeig estratègic) en el context d'una guerra per a destruir recursos (naturals, patrimonials, simbòlics, de defensa, població o de qualsevol altra mena) del bàndol adversari o enemic. Pot ser terrestre (bombardeig d'artilleria), marítim o aeri (un avió bombarder llança munició explosiva).
Alguns bombardejos, especialment aeris, han estat particularment senyalats pel seu significat simbòlic o pel nombre de víctimes, com per exemple el bombardeig de Guernica o l'atòmic a Hiroshima i Nagasaki. Un exemple de bombardeig marítim prou conegut és el que va tenir lloc al golf de Roses des del Creuer Canarias, l'any 1936.
Un bombardeig secret és un tipus de bombardeig ben conegut pels mitjans de comunicació, però del que no en parlen, en un acte d'autocensura, per fer un servei a l'Estat. N'és un exemple el bombardeig al nord de Laos als anys 60, que va ser aleshores el més pesant de la història. Poc després seria superat pel de Cambodja.